# 프로토모그나투스속
프로토모그나투스속은 개미과에 속하는 개미의 한 속으로, 단 한 종, 즉 프로토모그나투스 아메리카누스를 포함하고 있는 것으로 알려져 있다.